# جنگ‌های ساسانیان و هپتالیان
جنگ‌های شاهنشاهی ساسانی و هپتالیان، مجموعه‌ای از درگیری‌ها میان، هپتال‌ها و ساسانیان است، که از سده پنجم تا سال ۵۶۲ میلادی، در سرزمین‌های فرارود و خراسان جریان داشت.

## جنگ‌ها

### نبرد هرات
نبرد هرات که در سال ۴۸۴ میلادی وقوع یافت، یکی از سنگین‌ترین شکست‌های شاهنشاهی ایران در دوران فرمانروایی خاندان ساسان بود. در این جنگ شاهنشاه ساسانی، پیروز یکم کشته شد و بخش بزرگی از ایرانشهر به تصرف هپتالیان درآمد.

### اردوکشی زرمهر به گرگان
زرمهر (سوخرا) که در زمان شاهنشاهی بلاش قدرت واقعی در دستان او بود، به کین جویی پیروز به شمال ایران که در حاکمیت خوش‌نواز پادشاه هپتالی بود اردو کشید. گفته شده که در این نبرد ایرانی‌ها به پیروزی دست یافتند در مورد وقوع این جنگ و نتایج آن تردید های وجود دارد.

### نبرد بخارا
نبرد بخارا در سال ۵۵۷ به وقوع پیوست. در این نبرد ائتلاف ایران‌شهر ساسانی و گوگ‌ترک‌ها به یک پیروزی قطعی دست پیدا کرد و پس از آن شاهنشاهی هپتالیان به بخش‌های کوچک تجزیه شد. تمامی زمین‌های شمال آمودریا به گوک‌ترک‌ها ملحق شد و ایران نیز بخش‌های جنوبی آن را ضمیمه کرد.

## پیامد
این نبردها، درنهایت با پیروزی شاهنشاهی ساسانی و تجزیهٔ سرزمین هپتال‌ها به پایان رسید.